# Roisin Conaty
Roisin Marcella Conaty (Camden, 26 marzo 1979) è un'attrice e comica britannica.

## Biografia
Tra il 2019 e il 2020 ha recitato nella serie televisiva After Life su Netflix.

## Filmografia

### Cinema
- David Brent: Life on the Road, regia di Ricky Gervais (2016)

### Televisione
- Man Down – serie TV, 26 episodi (2013-2017)
- GameFace – serie TV, 12 episodi (2017-2019)
- After Life – serie TV, 10 episodi (2019-2020)
- The Cleaner – serie TV, episodio 2x06 (2023)
- Funny Woman - Una reginetta in TV (Funny Woman) – serie TV, episodi 2x03-2x04 (2024)

## Doppiatrici italiane
- Cinzia Villari in After Life